# Tom Daley
Thomas Robert Daley (sinh ngày 21 tháng 5 năm 1994) là một vận động viên nhảy cầu người Anh, nhân vật truyền hình và vlogger YouTube. Anh chuyên về sự kiện nhảy cầu 10 mét và là một nhà vô địch thế giới kép trong sự kiện này; anh đã giành giải vô địch thế giới FINA năm 2009 trong sự kiện cá nhân ở tuổi 15, trước khi giành lại nó vào năm 2017. Daley là người giành huy chương đồng Olympic 2012 trong sự kiện này.
Daley cũng cạnh tranh trong các sự kiện phối hợp và đồng đội. Vào năm 2015, anh hợp tác với Rebecca Gallantree để giành chức vô địch thế giới cho đội hỗn hợp khai mạc, trong khi năm 2016, anh đã giành được một đồng Olympic thứ hai trong nhảy phối hợp 10 mét nam, với Daniel Goodfellow. Năm 2017, anh đã giành giải Bạc thế giới với Grace Reid trong sự kiện phối hợp bàn đạp dài 3 mét.
Anh bắt đầu nhảy cầu từ năm 7 tuổi và là thành viên của Câu lạc bộ Nhảy cầu Plymouth, nơi tài năng của anh được phát hiện sớm và có ảnh hưởng trong các cuộc thi quốc gia và quốc tế từ năm 9. Anh đại diện cho Vương quốc Anh tại Thế vận hội Mùa hè 2008, nơi anh là thí sinh nhỏ tuổi nhất nước Anh, 14 tuổi và là người trẻ nhất từ bất kỳ quốc gia nào tham gia trận chung kết. Vào năm 2009, Daley đã đạt được thứ hạng tốt nhất trong sự nghiệp của bảng xếp hạng Nhảy cầu trong Giải vô địch thể thao dưới nước thế giới FINA cho nhảy cầu 10m. Anh đã giành được hai huy chương vàng cho đội tuyển Anh tại Đại hội Thể thao Khối thịnh vượng chung 2010, trong cuộc thi nhảy phối hợp 10m (với Max Brick) và nhảy cầu cá nhân 10m, và giành huy chương đồng cho Vương quốc Anh trong cuộc thi cá nhân tại Thế vận hội Mùa hè 2012.
Sau Thế vận hội Mùa hè 2012 và một mùa hè được sự quan tâm thể thao lớn của công chúng ở Anh, mạng lưới truyền hình ITV đã tiếp cận Daley để có một vai trò trong chương trình truyền hình thực tế nhảy cầu nổi tiếng mới của họ Splash! Daley xuất hiện lần đầu trong buổi ra mắt chương trình vào ngày 5 tháng 1 năm 2013 với tư cách là cố vấn cho các đối thủ cạnh tranh nổi tiếng tham gia.
Tại Thế vận hội Mùa hè 2016, Daley và Daniel Goodfellow đã giành được huy chương đồng trong nhảy phối hợp 10m. Daley cũng thiết lập một số điểm kỷ lục Olympic trong nhảy cầu cá nhân 10m trong vòng loại đầu tiên, nhưng phải vật lộn với các mục trong trận bán kết và không đủ điều kiện để vào chung kết.
Tại Thế vận hội Mùa hè 2020 diễn ra ở Tokyo (Nhật Bản) nhưng phải hoãn lại 1 năm sau đó (2021) do ảnh hưởng của đại dịch Covid 19, Tom Daley và người đồng đội Matty Lee đã xuất sắc vượt qua cặp đôi Cao Yuan, Chen Aisei (đoàn thể thao Trung Quốc) với số điểm 471,81 để trở thành nhà vô địch ở nội dung chung kết 10m đôi nam cầu cứng.

## Thời thơ ấu
Daley sinh ra tại Plymouth, Devon, Anh. Anh là còn trai của Debbie (nhũ danh: Selvester) và Robert Daley. Dưới anh là hai em trai – William trẻ hơn ba tuổi và Ben trẻ hơn năm tuổi. Cha của anh bị u não, ông mất ngày 27/5/2011, thọ 40 tuổi.

### Học tập
Từ năm 11 - 14 tuổi, Daley theo học trường cao đẳng cộng đồng Eggbuckland Community College.

## Sự nghiệp

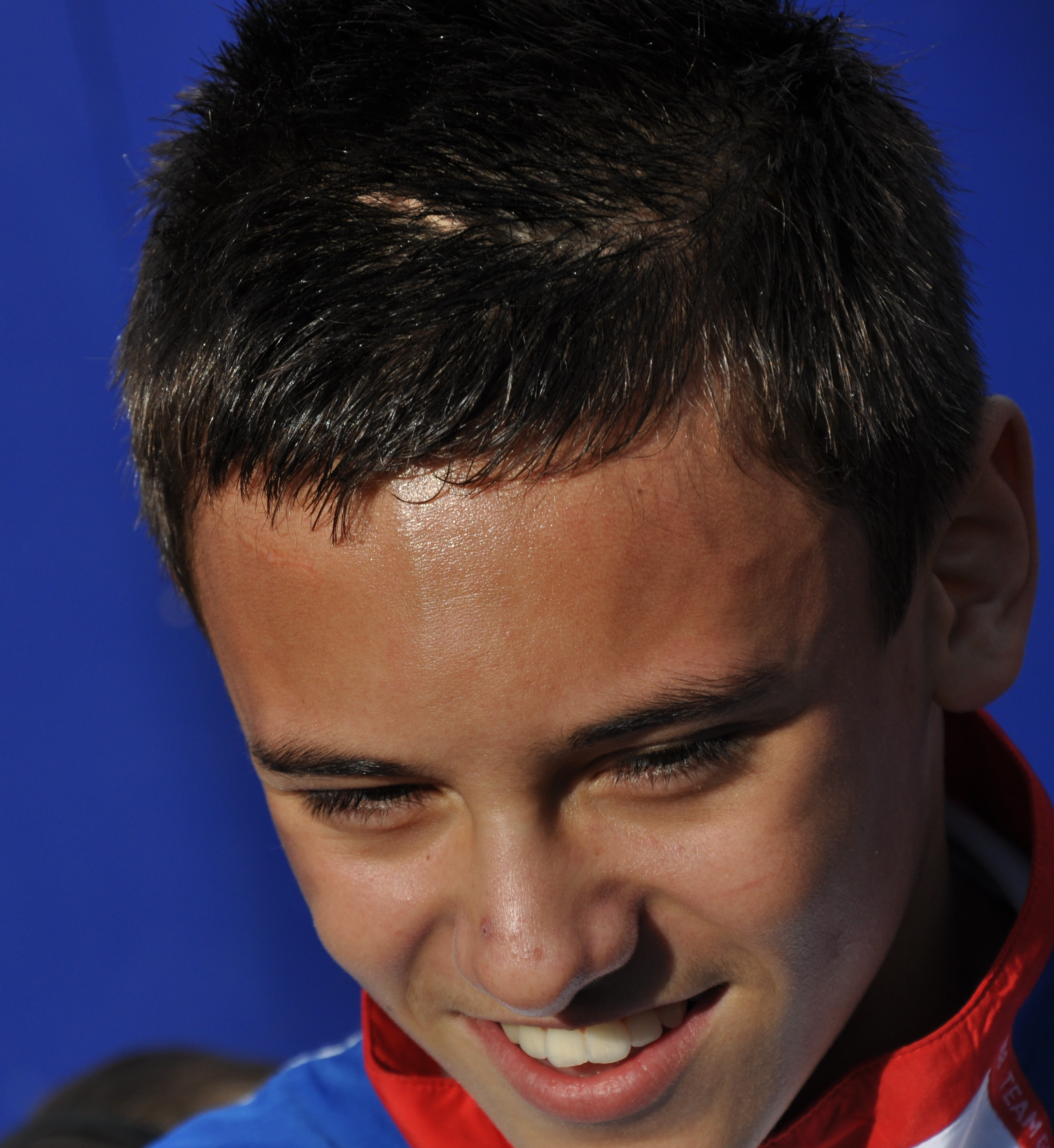
Tom Daley năm 2008
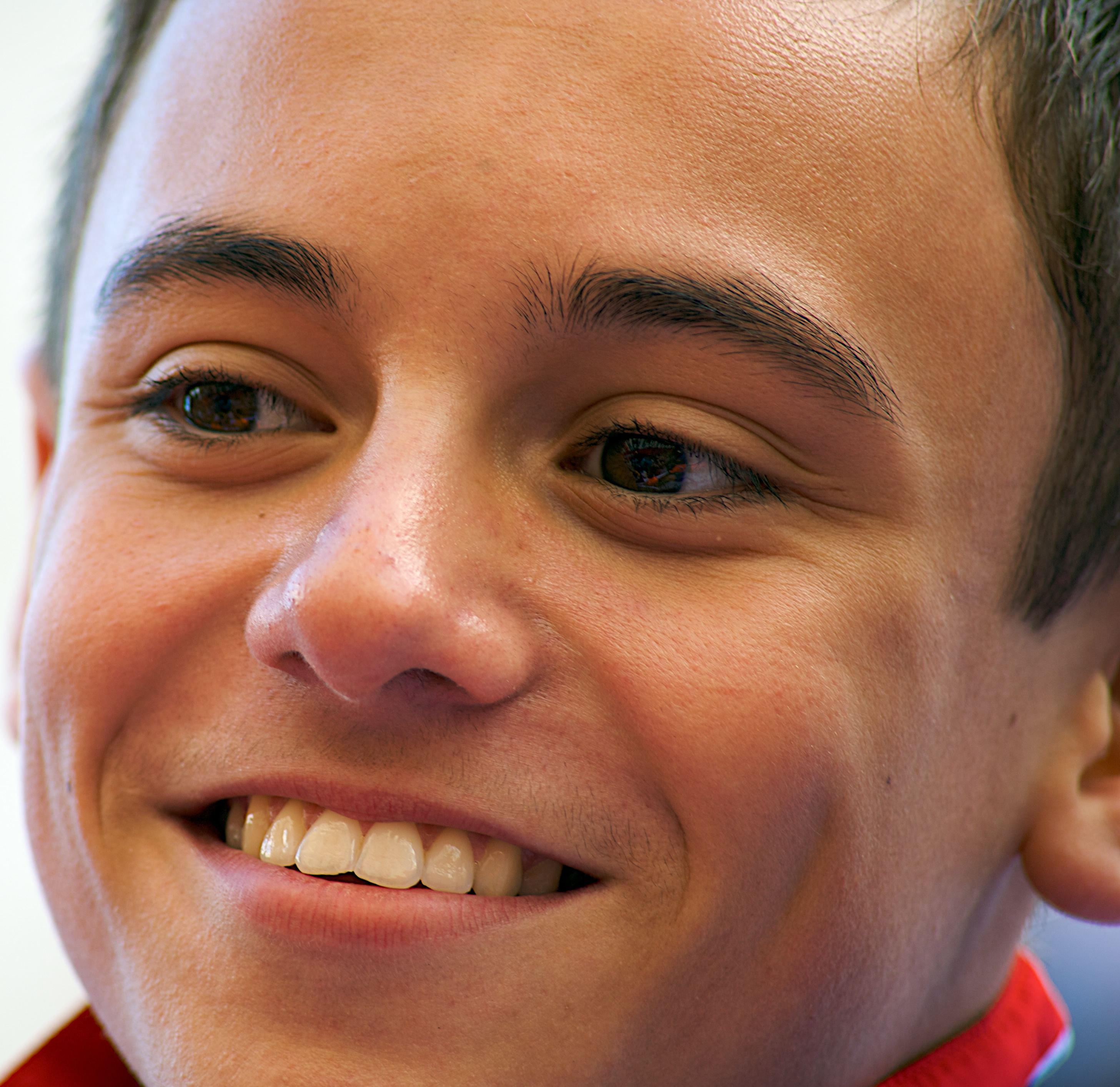
Tom Daley năm 2008
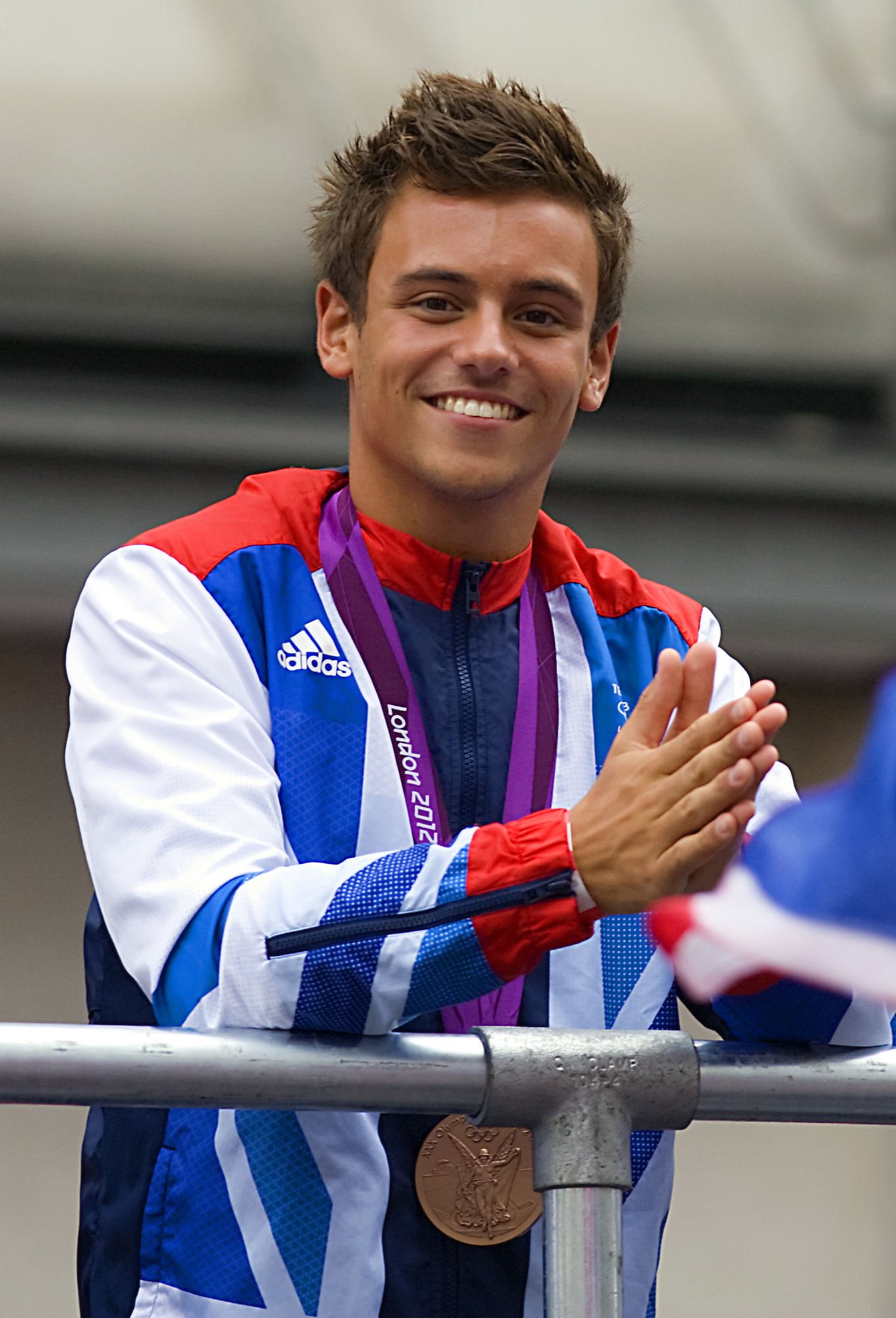
Tom Daley năm 2012
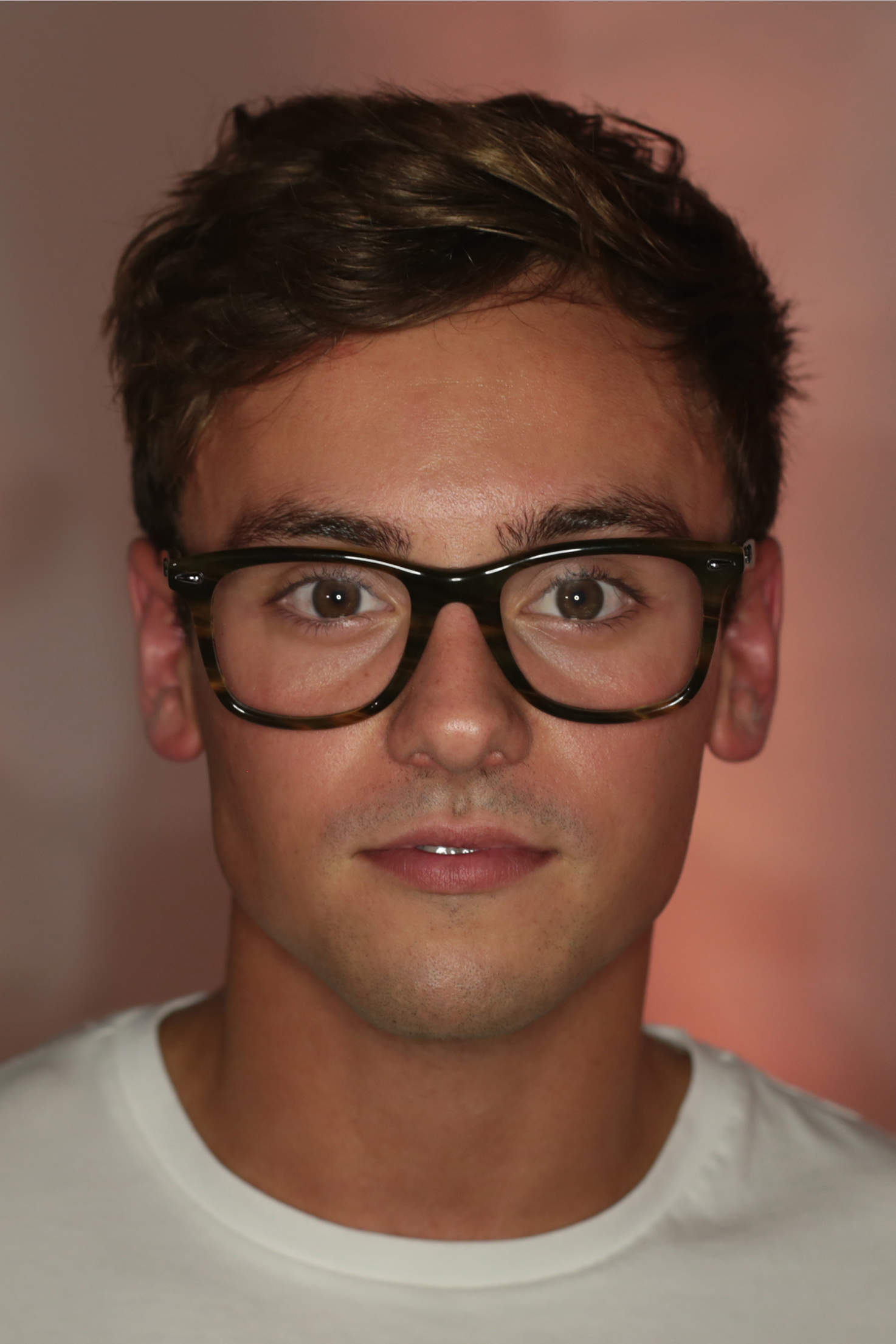
Tom Daley năm 2016

## Đời tư
Tom Daley là Vận động viên nhảy cầu nổi tiếng công khai mình là người đồng tính kể từ sau khi anh giành huy chương đồng tại Thế vận hội London. Daley hy vọng với thành tích của anh tại kỳ Thế vận hội lần này, những người thuộc cộng đồng LGBT sẽ có thêm động lực để cống hiến những việc có ích cho xã hội.
Ngày 1/10/2015, Daley cho biết đã đính hôn với đạo diễn phim Dustin Lance Black (một đạo diễn phim Hollywood từng đạt giải Oscar cho kịch bản gốc hay nhất với bộ phim tiểu sử Milk. ) Cả hai kết hôn tại Bovey Castle, Devon vào này 6/5/2017. Ngày 30/6/2018, họ thông báo con trai đầu lòng, Robert Ray Black-Daley, đã sinh vào ngày 27 trước đó qua dịch vụ mang thai hộ.
Ngoài ra, anh còn có sở thích đặc biệt là đan len. Anh lập hẳn một trang instagram mang tên https://www.instagram.com/madewithlovebytomdaley/  để thích thú khoe những sản phẩm thủ công của mình. Tại thế vận hội mùa hè 2020, sau khi giành tấm Huy Chương Vàng quý giá, anh ngồi đan len ngay khi xem các Vận động viên khác thi đấu. Theo Insider, Tom Daley đã bày tỏ vui mừng trên trang cá nhân sau khi đạt thành tích cao tại Thế Vận hội. Anh chia sẻ mình sẽ cất giữ tấm Huy Chuơng Vàng luôn sáng bóng ở một vị trí an toàn, đặc biệt.
Và rồi, người hâm mộ không khỏi ngạc nhiên khi “vị trí đặc biệt” mà Tom Daley nhắc đến là một chiếc túi len tự đan. Nam Vận động viên đã tự đan một chiếc túi nhỏ để bảo vệ tấm huy chương khỏi bị xước. Trên Instagram, Tom Daley khoe chiếc túi đựng huy chương của mình là một chiếc túi nhỏ có quốc kỳ Anh và Nhật Bản ở hai mặt. Chiếc túi được hoàn thành chỉ trong 1 ngày sau khi anh giành Huy chương Vàng.